# State of Origin 2011
Navigation
Édition précédente Édition suivante
Le State of Origin 2011 est la trentième édition du State of Origin et se déroule du 25 mai 2011 au 6 juillet 2011 avec un match à l'ANZ Stadium (Sydney) et deux matchs au Suncorp Stadium (Brisbane). Il s'agit de l'opposition traditionnelle entre les équipes de Nouvelle-Galles du Sud et du Queensland.

## Déroulement de l'épreuve

### Première rencontre
| 25 mai 2011 20 h 00 (heure australienne) | Queensland | 16 – 12 (6 – 0) | Nouvelle-Galles du Sud                                                                                 | Suncorp Stadium, Brisbane 52 144 spectateurs Arbitre : Tony Archer, Jared Maxwell |
| 25 mai 2011 20 h 00 (heure australienne) | Essai(s) : Thurston (5e), Jharal Yow Yeh (46e), Billy Slater (73e) Transformation(s) : Johnathan Thurston 2 (7e, 74e) |                 | Essai(s) : Mitchell Pearce (65e), Michael Jennings (69e) Transformation(s) : Jamie Soward 2 (66e, 71e) | Suncorp Stadium, Brisbane 52 144 spectateurs Arbitre : Tony Archer, Jared Maxwell |
| 25 mai 2011 20 h 00 (heure australienne) | |                 | | Suncorp Stadium, Brisbane 52 144 spectateurs Arbitre : Tony Archer, Jared Maxwell |

Qld: 1 Slater, 2 Boyd, 3 Nielsen, 4 Tonga, 5 Yow Yeh, 6 Lockyer (c) , 7 Thurston, 8 M.Scott, 9 Smith, 10  Civoniceva, 11 Myles, 12 Thaiday, 13 Harrison,  remplaçants: 14 Cronk, 15 Parker, 16 Lillyman, 17 Hannant, entraineur: Mal Meninga

NSW : 1 Dugan, 2 Morris, 3 Gasnier, 4 Jennings, 5 Uate, 6 Soward, 7 Pearce, 8 King, 17 Young, 10 Snowden, 11 B.Scott, 12 Bird, 13 Gallen (c) ,  remplaçants: 9 Ennis, 14 Creagh, 15 Merrin, 16 Mannah, entraineur: Ricky Stuart

### Deuxième rencontre
| 15 juin 2011 20 h 00 (heure australienne) | Nouvelle-Galles du Sud | 18 – 8 (6 – 8) | Queensland | ANZ Stadium, Sydney 81 965 spectateurs Arbitre : Shayne Hayne, Ben Cummins |
| 15 juin 2011 20 h 00 (heure australienne) | Essai(s) : Luke Lewis (30e), William Hopoate (49e), Anthony Minichiello (77e) Transformation(s) : Jamie Soward 3 (31e, 50e, 77e) |                | Essai(s) : Cameron Smith (25e) Transformation(s) : Johnathan Thurston (26e) Pénalité(s) : Johnathan Thurston (3e) | ANZ Stadium, Sydney 81 965 spectateurs Arbitre : Shayne Hayne, Ben Cummins |
| 15 juin 2011 20 h 00 (heure australienne) | |                | | ANZ Stadium, Sydney 81 965 spectateurs Arbitre : Shayne Hayne, Ben Cummins |

NSW : 1 Minichiello, 2 Hayne, 3 Gasnier, 4 Hopoate, 5 Uate, 6 Soward, 7 Pearce, 8 Mannah, 9 Ennis, 10 Gallen (c), 11 B.Scott, 12 Creagh, 13 Bird,  remplaçants: 14 Merrin, 15 Gidley, 16 Watmough, 17 Lewis, entraineur: Ricky Stuart

Qld: 1 Slater, 2 Boyd, 3 Inglis, 4 Tonga, 5 Yow Yeh, 6 Lockyer (c) , 7 Thurston, 8 M.Scott, 9 Smith, 10  Civoniceva, 11 Myles, 12 Thaiday, 13 Harrison,  remplaçants: 14 Cronk, 15 Parker, 16 Taylor, 17 Hannant, entraineur: Mal Meninga

### Troisième rencontre
| 6 juillet 2011 20 h 00 (heure australienne) | Queensland | 34 – 24 (24 – 10) | Nouvelle-Galles du Sud | Suncorp Stadium, Brisbane 52 498 spectateurs Arbitre : Tony Archer, Shayne Hayne |
| 6 juillet 2011 20 h 00 (heure australienne) | Essai(s) : Greg Inglis 2 (16e, 69e), Sam Thaiday (25e), Cameron Smith (31e), Jharal Yow Yeh (34e), Billy Slater (65e) Transformation(s) : Johnathan Thurston 4/4 (17e, 26e, 32e, 35e), Cameron Smith 1/2 (66e) |                   | Essai(s) : Anthony Minichiello (38e), Akuila Uate (40e), Jarryd Hayne (72e), Greg Bird (78e) Transformation(s) : Jamie Soward 3/4 (39e, 72e, 79e) Pénalité(s) : Jamie Soward 1/1 (73e) | Suncorp Stadium, Brisbane 52 498 spectateurs Arbitre : Tony Archer, Shayne Hayne |
| 6 juillet 2011 20 h 00 (heure australienne) | |                   | | Suncorp Stadium, Brisbane 52 498 spectateurs Arbitre : Tony Archer, Shayne Hayne |

Qld: 1 Slater, 2 Boyd, 3 Hodges, 4 Inglis, 5 Yow Yeh, 6 Lockyer (c) , 7 Thurston, 8 M.Scott, 9 Smith, 10  Civoniceva , 11 Myles, 12 Thaiday, 13 Harrison,  remplaçants: 14 Cronk, 15 Parker, 16 Lillyman, 17 Hannant, entraineur: Mal Meninga

NSW : 1 Minichiello, 2 Morris, 3 Gasnier, 4 Hayne, 5 Uate, 6 Soward, 7 Pearce, 8 Mannah, 9 Ennis, 10 Gallen (c), 18 Stewart, 12 Creagh, 13 Bird,  remplaçants: 14 Gidley, 16 Watmough, 17 Lewis, 20 Galloway, entraineur: Ricky Stuart

## Médias
Les droits télévisuels appartiennent à Channel 9.